# William Henry Burt
William Henry Burt (* 22. Januar 1903 in Haddam, Kansas; † 4. Dezember 1987) war ein US-amerikanischer Zoologe. Sein Hauptforschungsfeld war die Revierbildung und das Revierverhalten sowie die Evolution und die Morphologie von Säugetieren.

## Biografie
Bereits als Jugendlicher beobachtete William Henry Burt Präriehunde auf der Familienfarm. Nach seinem Studium in der University of Kansas erlangte er 1926 seinen Bachelor of Arts und 1927 den Master of Arts. 1927 verfasste er seinen ersten Fachartikel mit dem Titel A Simple Live Trap for Small Mammals im Journal of Mammalogy. Von 1928 bis 1931 begleitete Burt den Zoologen und Naturfotografen Donald Ryder Dickey bei Forschungsreisen nach Arizona, nach Niederkalifornien und Mexiko. 1930 wurde er Ph. D. in der University of California, Berkeley. Von 1931 bis 1935 war er Forschungsstipendiat am California Institute of Technology. In der Zeit unternahm er Expeditionen auf die Inseln im Golf von Kalifornien und entdeckte Nagetiertaxa wie die Buschrattenart Neotoma bunkeri oder die Pemberton-Hirschmaus, die heute beide als ausgestorben gelten. 1935 wurde er Professor für Zoologie an der University of Michigan und Kurator für Säugetiere am Museum of Zoology. In der Folgezeit studierte er die Säugetierfauna in Sonora (1938–1941), in Michigan (1940–1948), an den Großen Seen (1956) und El Salvador (1961). Des Weiteren erforschte er die Wirbeltiere in der Umgebung des mexikanischen Vulkans Paricutín. Nach seiner Pensionierung wurde er 1969 Professor Emeritus und Kurator im Museum of Zoology der University of Michigan.

## Werke (Auswahl)
- Adaptive Modifications in the Woodpeckers University of California. Berkeley. Museum of Vertebrate Zoology 1930
- Machaerodus Catoccopis Cope from the Pliocene of Texas University of California Press. 1931
- Faunal relationships and geographic distribution of mammals in Sonora. Mexico. University of Michigan Press 1938
- A field guide to the mammals, giving field marks of all species found north of the Mexican boundary. Houghton Mifflin, Boston 1952.
- Mammals of the Great Lakes Region (mit Allen Kurta). University of Michigan Press 1957 (Neuauflage 1995). ISBN 0472064975
- Bacula of North American Mammals. University of Michigan 1960
- The Mammals of El Salvador. 1961 (mit Ruben Arthur Stirton)
- A field guide to the mammals: North America north of Mexico. Houghton Mifflin, Boston 1976. ISBN 0395240824